# Sumeliuska palatset, Tammerfors
Sumeliuska palatset var ett trevånings bostadshus i Tammerfors i Finland nära Centraltorget. Palatset ritades av arkitekten FL Calonius. Huset byggdes som familjens hem av köpman Gustaf Oskar Sumelius. Det utsmyckade stenhuset i nyrenässansstil stod färdigt 1889 och byggdes på Tavastgatan 15 vid stranden av Tammerfors ström. Ett enplans trähus låg från tidigare på granntomten och där hade Sumelius sin gross- och detaljhandel på 1870-talet.
GO Sumelius hade en gång de högsta inkomsterna i Tammerfors, och hans privata palats representerade ett sällsynt, lyxigt sätt att leva för finländare. Sumelius son Gösta Sumelius lät riva trähuset på granntomten och byggde vid 1900-talets början ett nytt bostads- och affärshus, Sumeliuska gården. Sumeliuska palatset, å andra sidan, revs 1938. I dess ställe byggdes det sex våningar höga Tempohuset ritat av Bertel Strömmer. Det blev stadens första varuhus.